# Aktivitätsstern

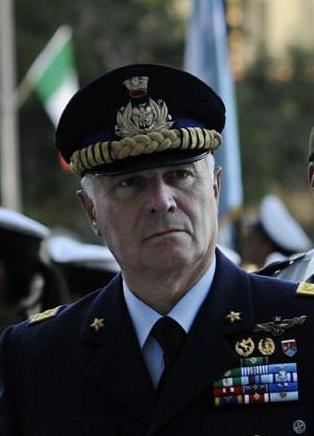
Luftwaffengeneral a. D. Vincenzo Camporini mit Aktivitätssternen am Kragen

Sogenannte Aktivitätssterne (italienisch stellette [militari]) sind ein auf allen Uniformen der italienischen Streitkräfte (einschließlich der Guardia di Finanza, der Küstenwache und des Militärpersonals des Roten Kreuzes) angebrachtes Abzeichen, das den Kombattantenstatus des Trägers kennzeichnet. Üblicherweise wird ein solcher Stern, der sich auch auf das Nationalsymbol Stella d’Italia bezieht, an jedem vorderen Ende des Kragens (gegebenenfalls innerhalb des Kragenspiegels oder der Litze) getragen, bei Matrosen in den Ecken des Hemdkragens (nur von hinten sichtbar). Der Stern ist fünfzackig, üblicherweise aus weißem Metall, bei Generalen und Admiralen jedoch immer golden. Bei der Felduniform finden aufgenähte Stoffsterne Verwendung; auf Matrosenkragen sind sie gestickt.
Beim Heer und bei den nationalen Polizeikräften sind seit 1973 metallene Kragenspiegel in Form von Anstecknadeln üblich, die den Aktivitätsstern oder (für Polizeibeamte) das Namenszeichen der Republik aufweisen.
Das Personal des Militärhilfskorps des Malteserordens trägt ebenfalls den Aktivitätstern, gegebenenfalls auf den Kragenspiegeln des Sanitätsdienstes des Heeres.

## Einzelnachweise

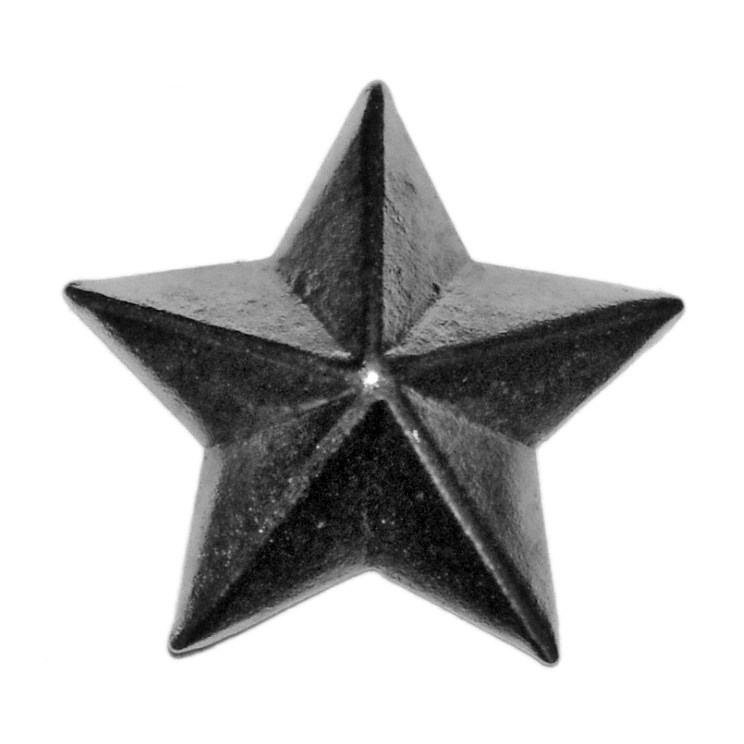
Metallener Aktivitätsstern der Unteroffiziere und Mannschaften der Luftwaffe.
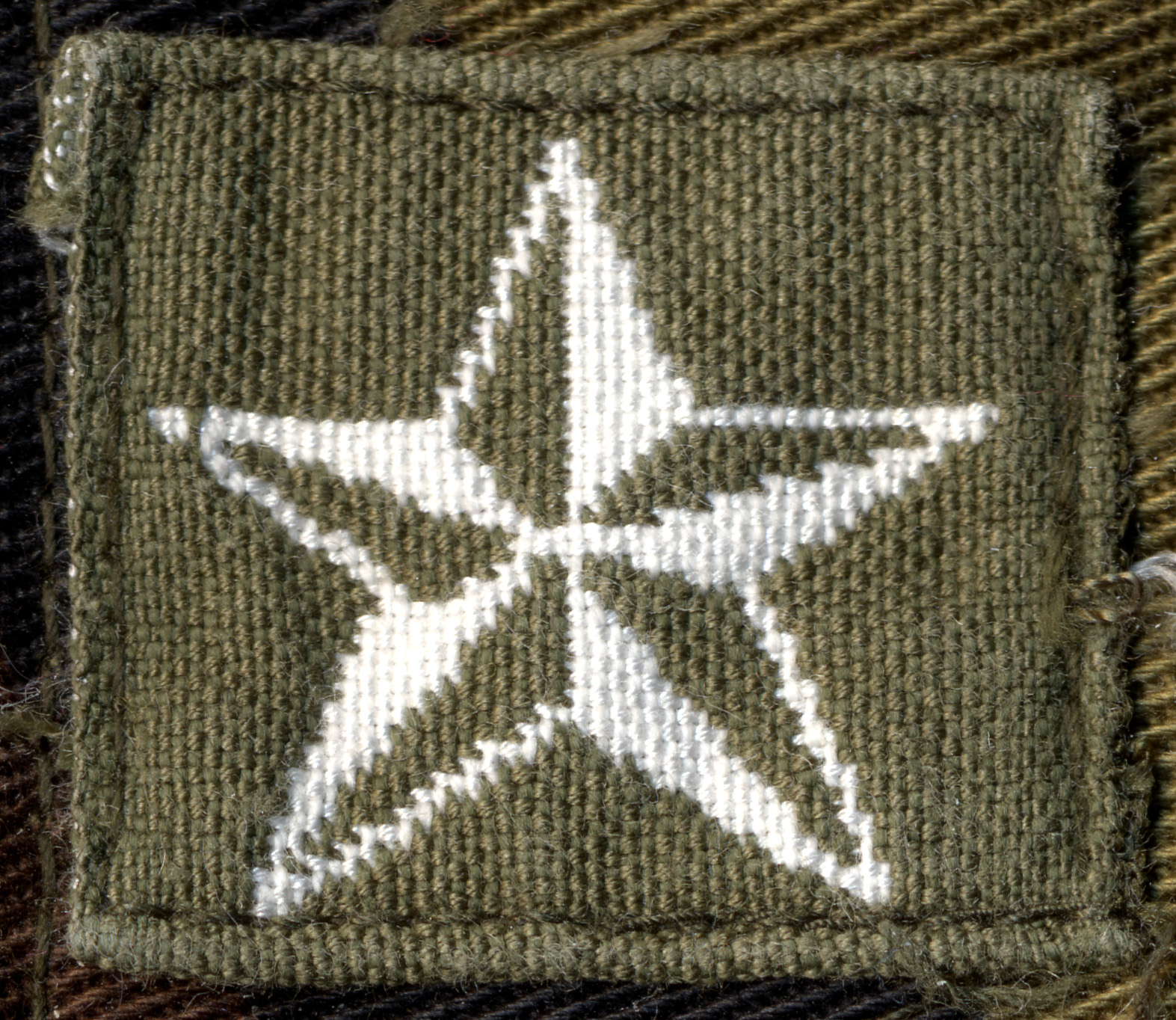
Aufgenähter Aktivitätsstern für die Felduniform Modell 1992.
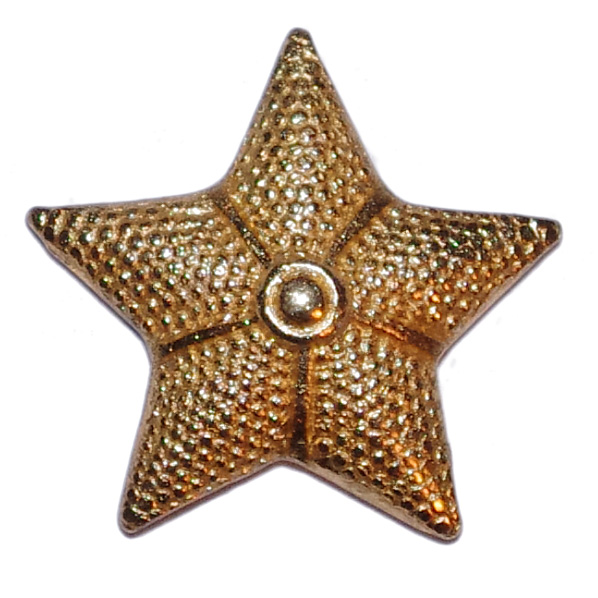
Metallener Aktivitätsstern der Generale der Luftwaffe.
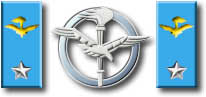
In Kragenspiegel der Heeresflieger integrierte Aktivitätssterne.